# Войтович Станіслав Андрійович
Войтович Станіслав Андрійович (18 вересня 1965) — український бізнесмен, мільйонер, засновник та президент українського виробничо-торгового холдингу «Терра Фуд».

## Життєпис
Народився в робітничій сім'ї в Казахстані. Дитинство провів у Василькові Київської області, де і закінчив середню школу. Комерційну діяльність розпочав ще в 20 років — займався торгівлею сільськогосподарської продукції. Згодом Войтович отримав кваліфікацію інженера-технолога, здобувши освіту за спеціальністю «Технологія м'яса та м'ясних продуктів» в Українському державному університеті харчових технологій.

## Статки
Протягом кількох років входить до топ-100 найбагатших українців. Станом на 2015 рік займає 73 місце із 68 млн дол.

## Нагороди
- Звання «Герой України» з врученням ордена Держави (19 серпня 2009) — за визначні заслуги перед Україною у розвитку агропромислового комплексу, особистий внесок у збільшення виробництва та переробки сільськогосподарської продукції на основі впровадження прогресивних технологій[3]
- Заслужений працівник сільського господарства України (26 червня 2006) — за вагомий особистий внесок у державне будівництво, утвердження конституційних прав і свобод громадян, соціально-економічний і духовний розвиток України[4]
- Орден святого рівноапостольного князя Володимира ІІ ступеня (УПЦ)
- Медаль «За жертовність і любов до України» та Архієрейською Благословенною грамотою нагороджений засновник і Президент Групи компаній «Терра Фуд», Герой України Станіслав Андрійович Войтович.